# Sanford, Colorado
Sanford är en ort i Conejos County i delstaten Colorado, USA.